# 대한민국 교육위원회
《대한민국 교육위원회》은 대한민국의 JTBC의 예능 프로그램이다. 교육에 관한 모든 정보를 볼 수 있는 프로그램이다.

## 방송 일정
- 시즌 1
  - 2012년 11월 23일 : 매주 금요일 밤 11시
  - 2012년 12월 3일 ~ 2013년 1월 28일 : 매주 월요일 밤 11시
  - 2013년 2월 5일 ~ 2013년 2월 19일 : 매주 화요일 밤 9시 50분
- 시즌 2 : 2013년 4월 2일 ~ 2013년 11월 9일 : 매주 토요일 저녁 9시 55분